# Donbass Arena Bowl 2007
Il Donbass Arena Bowl 2007 è  un torneo di football americano.

## Squadre partecipanti
| Club                   | Città    | Stadio | Sponsor ufficiale | Risultato nella stagione 2006 |
| ---------------------- | -------- | ------ | ----------------- | ----------------------------- |
| Donetsk Varangians     | Donec'k  |        |                   |                               |
| Politecnico di Donec'k | Donec'k  |        |                   |                               |
| Lugansk Celts          | Luhans'k |        |                   |                               |

## Calendario
| Donec'k 24 marzo 2007 | Donetsk Varangians | 40 – 6 | Lugansk Celts |  |

| Donec'k 24 marzo 2007 | Donetsk Varangians | 20 – 6 | Politecnico di Donec'k |  |

| Donec'k 24 marzo 2007 | Politecnico di Donec'k | 26 – 25 | Lugansk Celts |  |

## Verdetti
- Donetsk Varangians Vincitori del Donbass Arena Bowl 2007